# Bergmannspfad
Ein Bergmannspfad (auch: Bergmannsweg, Grubenpfad, Grubenweg, Häuersteig, Schwarzer Weg) ist ein Weg, den Bergleute benutzten, um zu ihrer Einfahrt zu gelangen.
Dieser Weg führte meist vom Wohnort zur Grube, oft aber auch vom Wohnort zum nächsten Bahnhof oder er verband Gruben untereinander. Die Pfade wurden entweder selbst getrampelt oder von der Grubenverwaltung angelegt. Da die Bergleute möglichst wenig Zeit für ihren Arbeitsweg verwenden wollten, führen die Bergmannspfade oft schnurgerade, unabhängig von den Höhenlinien durch die Landschaft. Ein Ziel des Wegebaus war, dass die Bergleute Kraft und Zeit sparen und ihre Gesundheit besser erhalten sollten, waren sie doch oft mehrere Stunden und bei jedem Wetter auf den Pfaden unterwegs. Bergmannspfade können deshalb als Sozialleistung des Bergfiskus angesehen werden.
Ihre große Bedeutung über Jahrzehnte hinweg lässt sich auch daran ablesen, dass sie bei Streiks blockiert wurden, um Arbeitswillige von der Einfahrt abzuhalten.
Mit dem Anschluss von immer mehr Orten an die Eisenbahn, der weiten Verbreitung des Fahrrades ab 1900, der Entstehung eines (Werks-)Busliniennetzes ab den 1920er-Jahren sowie der Massenmotorisierung ab den 1950er-Jahren wurden immer weniger Wege zu Fuß bewältigt und die Nutzung der Bergmannspfade ging stetig zurück. Heute werden die Bergmannspfade oft in touristische Wanderwegekonzepte einbezogen.
Bilder zum ehemaligen Bergmannspfad in Saarbrücken zwischen Rußhütte und Grube Von der Heydt:

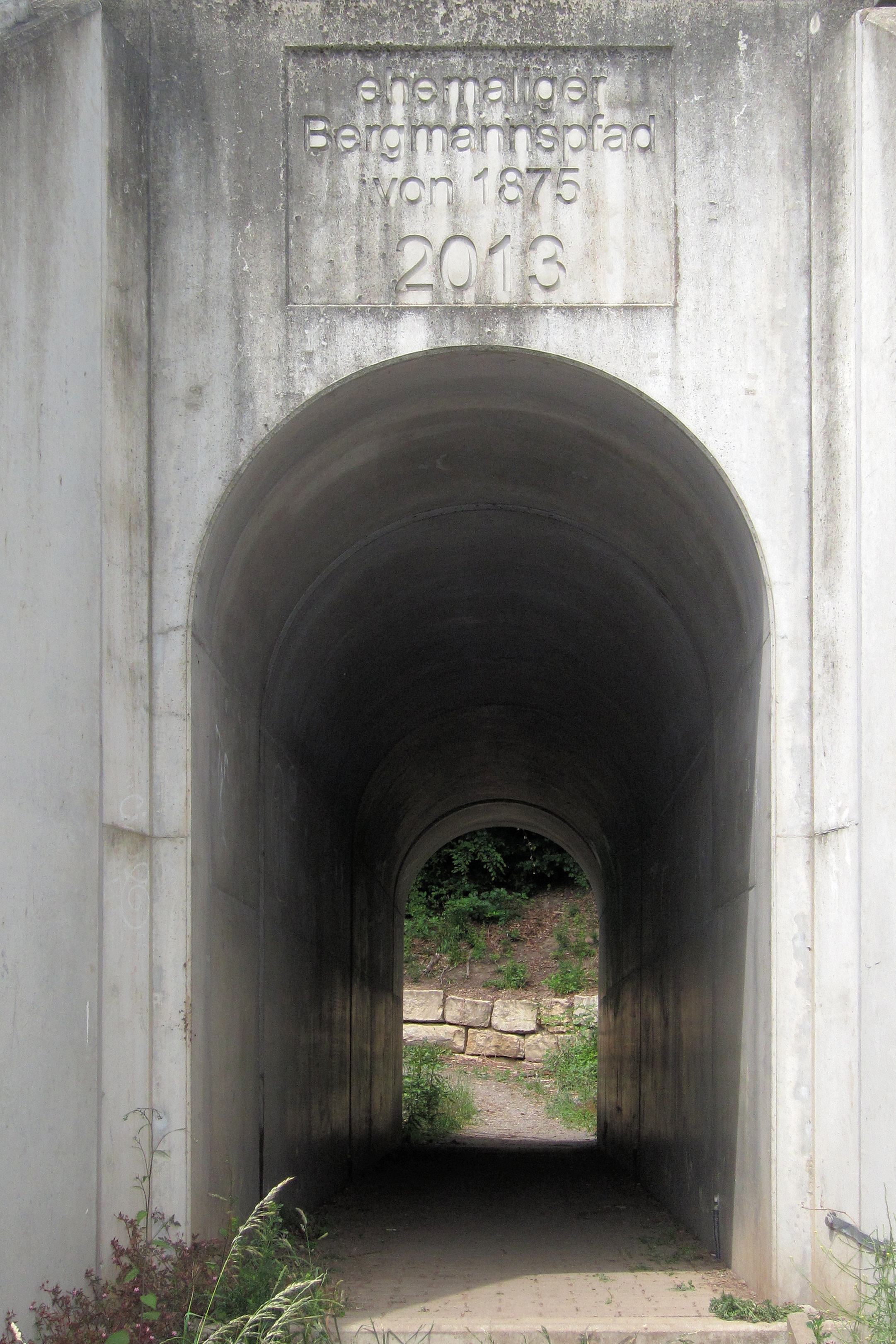
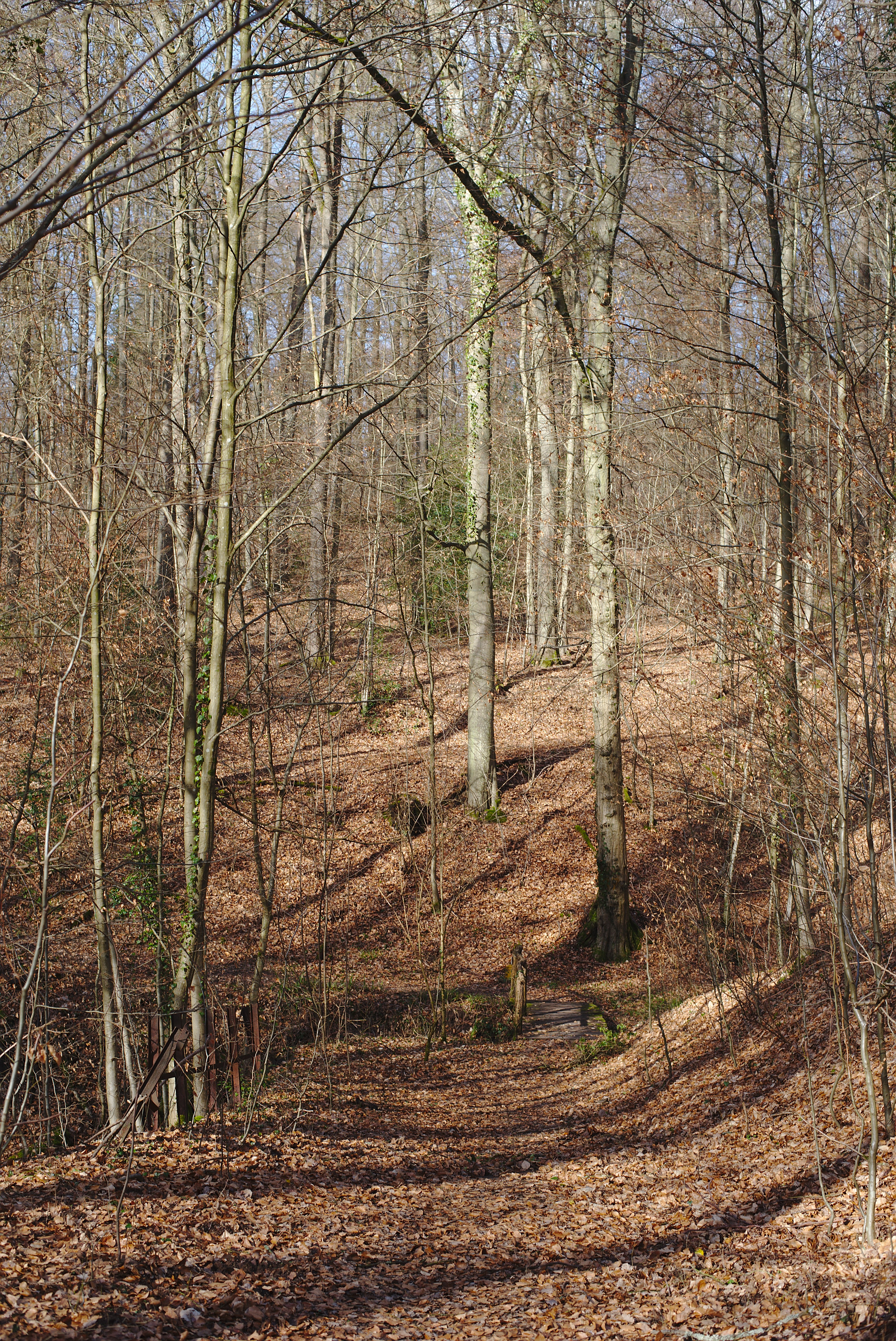